# Ochroplutodes sordida
Ochroplutodes sordida är en fjärilsart som beskrevs av W. Warren 1895. Ochroplutodes sordida ingår i släktet Ochroplutodes och familjen mätare. Inga underarter finns listade i Catalogue of Life.